# Бахметевский архив
«Бахметевский архив» (англ. the Bakhmeteff Archive), полное название Бахметевский архив русской и восточноевропейской истории и культуры Колумбийского университета (Нью-Йорка, США) — одно из крупнейших хранилищ материалов русской эмиграции.

## История создания архива
Инициатором создания в США архива русской и восточноевропейской истории и культуры при Колумбийском университете США был известный русский и американский учёный в области гидродинамики, а также российский и американский политический и общественный деятель Борис Александрович Бахметев.
Основу архива составили документы разнообразного характера, в том числе и дипломатические, русской эмиграции, которые Бахметев собирал в течение долгого времени. Позднее архив был назван его именем.
Бахметев также являлся инициатором создания Российского гуманитарного фонда («Бахметевский гуманитарный фонд», не путать с герценовским «Бахметьевским фондом»), который он возглавлял в течение многих лет.